# Mediocre Generica
Mediocre Generica è il primo album in studio del gruppo punk statunitense Leftöver Crack, pubblicato nel 2001.

## Tracce
1. Homeo-Apathy – 2:23
2. Nazi White Trash – 3:00
3. Atheist Anthem – 3:18
4. The Good, the Bad & the Leftöver Crack – 2:29
5. Gay Rude Boys Unite – 2:39
6. N.C. – 0:59
7. Interlude – 1:25
8. Stop the Insanity – 3:00
9. Crack City Rockers – 2:31
10. Burning in Water – 2:05
11. With the Sickness – 1:11
12. Born to Die – 4:42
13. Gay Rude Boys Unite (Instrumental) – 3:29